# Tropinota hirta
Espèce
Tropinota hirta, aussi appelée « cétoine hérissée » ou « cétoine velue », est une espèce d'insectes coléoptères de la famille des Scarabaeidae, originaire de l'Ancien monde.
Commune dès le mois d'avril sur les fleurs épanouies dont elle apprécie le pollen, cette cétoine polyphage cause de graves dommages aux cultures.

## Description

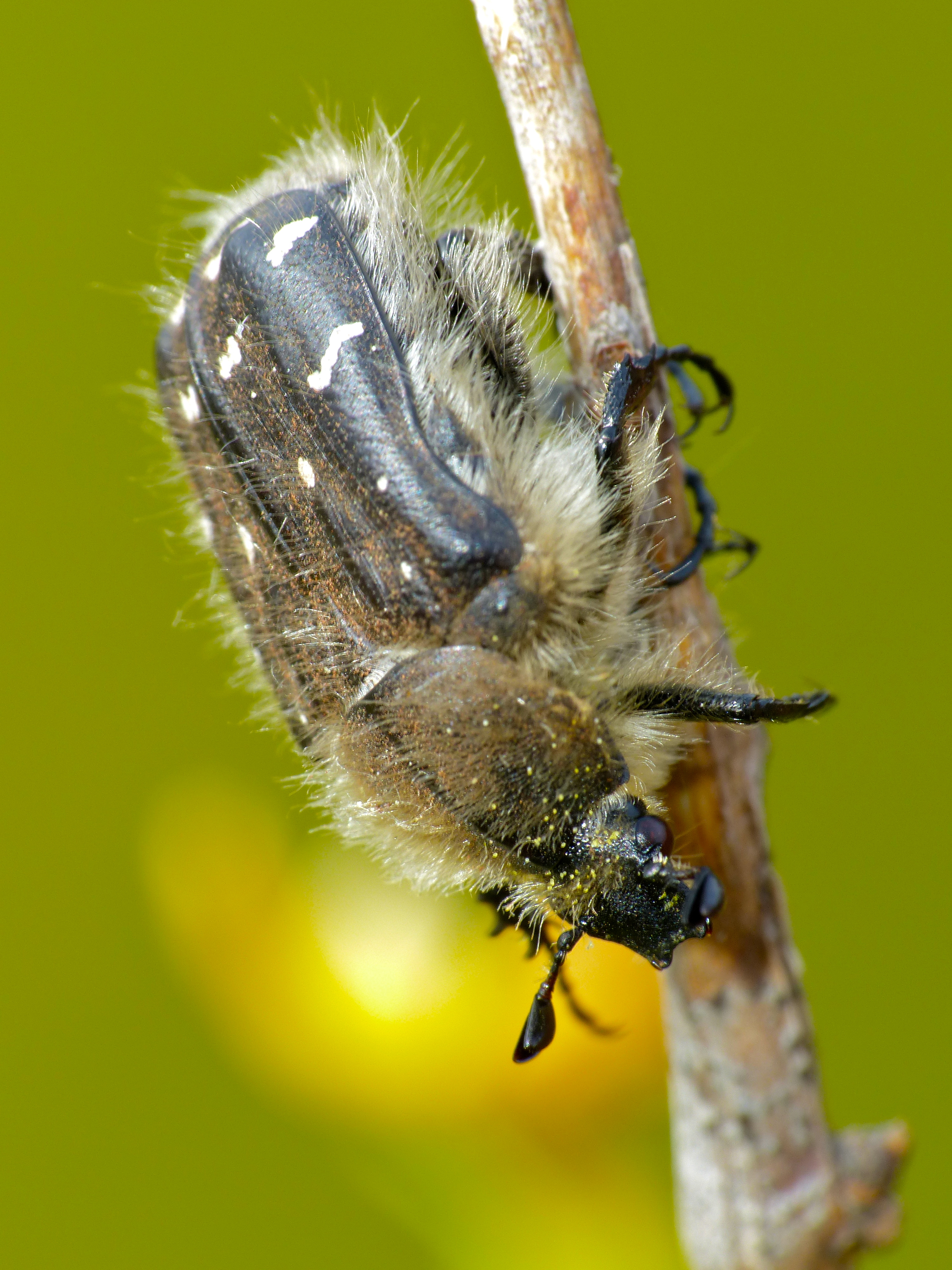
Tropinota hirta (Hérault, France)

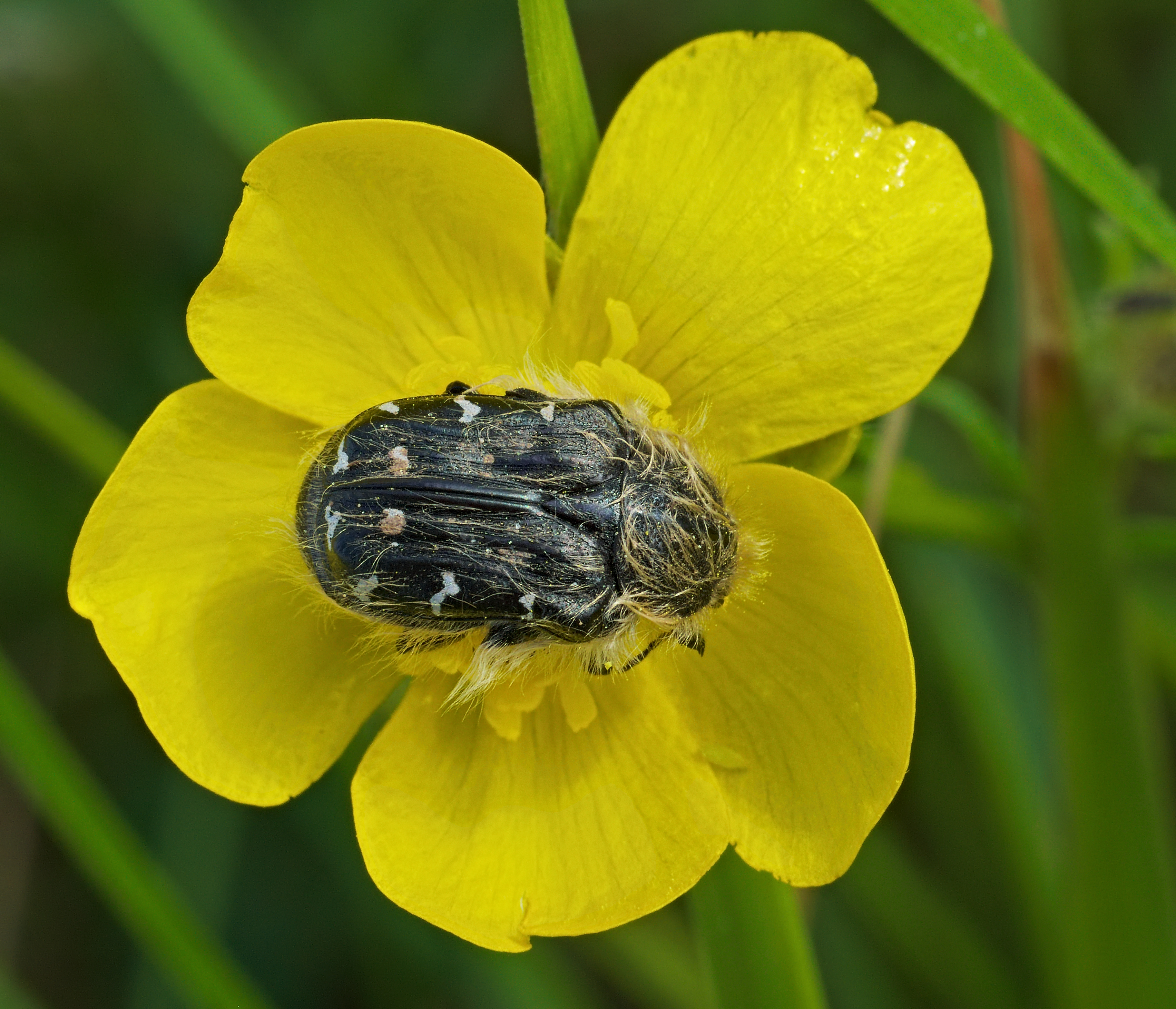
Epicometis hirta dans l'espace protégé Schwetzinger Wiesen-Riedwiesen dans l'Arrondissement de Rhin-Neckar, Allemagne. Mai 2017.

Ce coléoptère brun-noir sans couleur métallique de forme quasi rectangulaire mesure 8 à 13 mm de long. Tout le corps est densément couvert de poils jaune-blanchâtre. Les ailes sont ponctuées de taches blanches. Le pronotum, dépourvu de taches blanches, presque semi-circulaire vu de dessus, a une longue nervure au milieu. Chaque élytre a deux carènes élytrales. 

## Alimentation

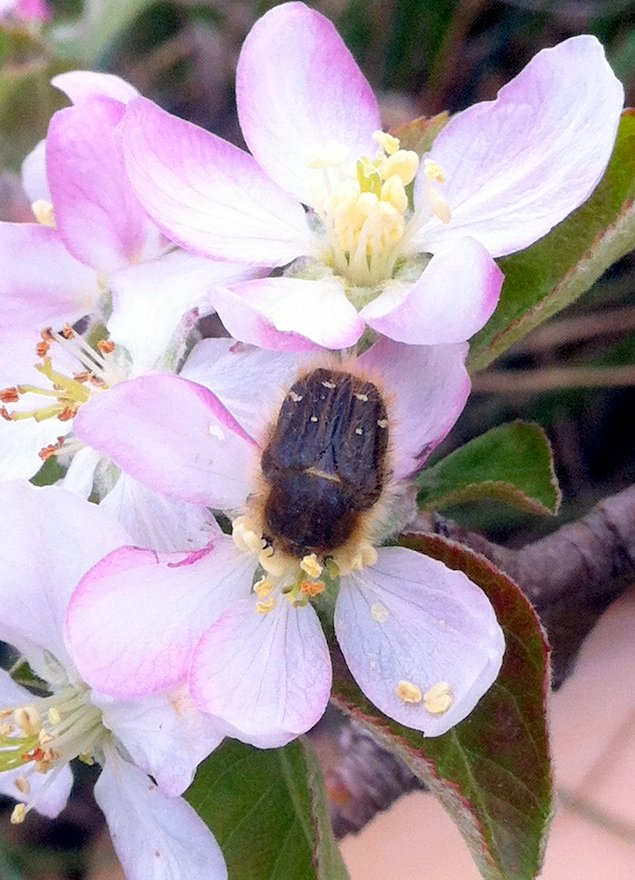
Epicometis hirta se nourrissant d'une fleur de pommier.

La cétoine hérissée se nourrit entre autres de fleurs de rosacées, brassicacées, poacées et astéracées telles que pommiers, chou, colza ou céréales (en particulier le seigle). Même si au cours de l'alimentation, du pollen s'attache aux poils et peut contribuer à la pollinisation, l'insecte est toujours considéré comme nuisible.
La larve vit dans le sol et se nourrit de racines (souvent mortes) sans causer de dommage significatif.

## Traitements
La lutte est menée par la cueillette en matinée de coléoptères provenant des arbres et autres plantes (à la main ou en secouant) ou la pulvérisation de toxaphène. En grandes cultures, les pièges à phéromones sont efficaces.

## Confusion possible
On peut confondre Epicometis hirta avec la Cétoine grise (Oxythyrea funesta). En effet, elles ont en commun :
- la couleur noire avec des ponctuations blanches,
- la forme générale d'une cétoine,
- la pilosité,

mais se différencient par
- le genre Tropinota n'a pas de points blancs sur le pronotum,
- la taille : Epicometis est souvent plus petit,
- la densité de la pilosité : Epicometis est plus velu d'où le qualificatif de « hirsute »,
- le tibia des pattes antérieures : Epicometis porte trois dents sur le tibia, Oxythyrea n'en a que deux.

## Distribution
L'aire de répartition de Tropinota hirta couvre l'Europe, le Nord de l'Asie et le bassin méditerranéen.

## Taxinomie

### Liste des sous-espèces
Selon Catalogue of Life (8 juin 2021) :
- sous-espèce Tropinota (Epicometis) hirta crispa Petrovitz, 1971
- sous-espèce Tropinota (Epicometis) hirta hirta (Poda, 1761)
- sous-espèce Tropinota (Epicometis) hirta suturalis Reitter, 1913

### Synonymes
Selon Catalogue of Life (8 juin 2021) :
- Scarabaeus hirta Poda, 1761

Selon BioLib (8 juin 2021) :
- Cetonia hirta (Poda, 1761)
- Epicometis hirta (Poda, 1761)
- Cetonia hirtella Linnaeus, 1767